# Само за двоје
Само за двоје је југословенски телевизијски филм из 1980. године. Режирао га је Дејан Ћорковић, а сценарио су писали Синиша Павић и Љиљана Павић.

## Кратак садржај
Директор предузећа уступа своје новогодишње наградно путовање на Балеаре вредном шалтерском службенику Милораду Петровићу. Путовање је за две особе али Милорад се разилази са супругом, нема пријатеље, и никада није користио годишњи одмор и ту настају његови проблеми а колегиницу која га симпатише не примећује као жену.
Посебан шарм прича добија јер се дешава у амбијенту уочи Нове године.

## Улоге
| Глумац                 | Улога                                |
| ---------------------- | ------------------------------------ |
| Миодраг Петровић Чкаља | Милорад Петровић                     |
| Мира Бањац             | Милорадова колегиница из канцеларије |
| Радмила Савићевић      | Милорадова бивша жена                |
| Драган Лаковић         | Швалер Милорадове бивше жене         |
| Никола Симић           | Директор предузећа                   |
| Весна Чипчић           | Стјуардеса Катарина                  |
| Розалија Леваи         | Службеница 1                         |
| Љубица Шћепановић      | Службеница 2                         |
| Милан Срдоч            | Службеник 1                          |
| Ратко Сарић            | Службеник 2                          |
| Миодраг Крстовић       | Конобар                              |
| Александар Хрњаковић   | Капетан авиона                       |
| Вељко Маринковић       | Странка на шалтеру                   |
| Предраг Тодоровић      | Службеник са јелком                  |
| Живојин Ненадовић      |                                      |